# Uniwersytet w Rostocku

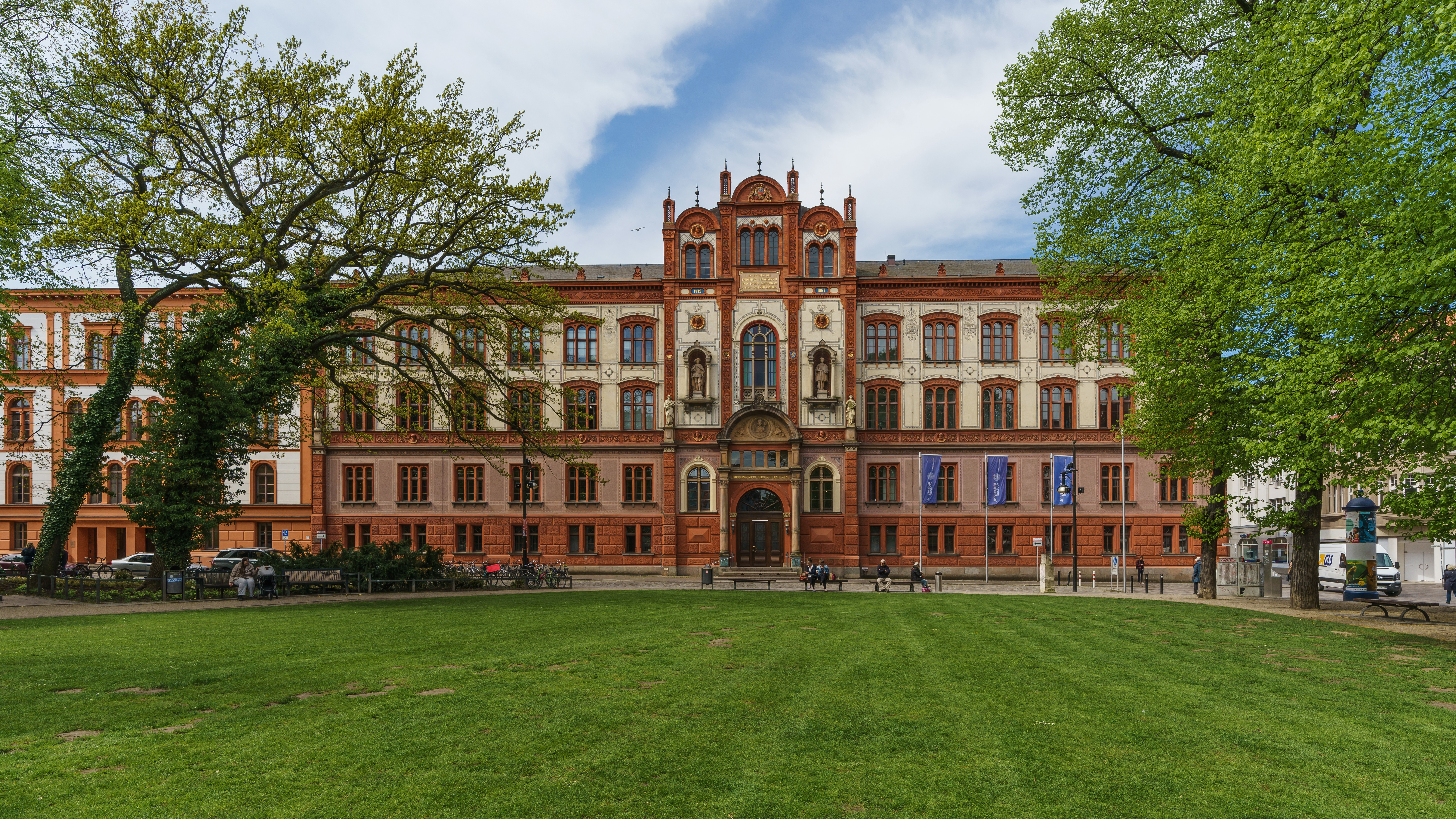
Budynek główny UR; Universitätsplatz 1, Rostock

Uniwersytet w Rostocku (niem. Universität Rostock – UR) – niemiecki uniwersytet, założony w 1419 r. w Rostocku (Meklemburgia-Pomorze Przednie), zajmujący w 2012 roku 52 miejsce na liście 370 uniwersytetów niemieckich; w UR typowy dla uniwersytetów zakres badań naukowych i edukacji rozszerzono na obszary interdyscyplinarne.

## Historia
Uczelnia powstała XV w. z woli książąt Meklemburgii, biskupa schwerińskiego i mieszczaństwa miasta Rostock. Akt założenia w Rostocku Studium Generale zatwierdził 13 lutego 1419 r. papież Marcin V, a uroczystość inauguracji odbyła się 12 listopada 1419 r. w Kościele Mariackim. Do wybuchu wojny trzydziestoletniej (1618–1648) uczelnia rozwijała się szybko i była nazywana „światłem północy”.
Okres ponownego rozkwitu nastąpił w XIX w., po wprowadzeniu zasady Wilhelma von Humboldta – połączeniu funkcji badawczych i dydaktycznych.
Lata nazizmu oraz historyczne wydarzenia po II wojnie światowej zrujnowały materialne i osobowe podstawy uniwersytetu. Uczelnia została ponownie otwarta po wojnie 25 lutego 1946 roku. W 1976 roku zmieniła nazwę na „Wilhelm-Pieck-Universität”. Intensywnie rozwija się od zjednoczenia Niemiec w 1990 r., zgodnie z sentencją:

Doctrina multiplex, veritas una

Zgodnie z tą zasadą już w 1951 r. uruchomiono – poza klasycznymi wydziałami uniwersyteckimi – innowacyjny wydział techniczny, a w 2007 r. – pierwszy w Niemczech wydział interdyscyplinarny. W mieście powstaje nowoczesny kampus dla studentów nauk przyrodniczych i inżynieryjnych.
W roku 2012 zajął pozycję 717 na liście World Colleges & Universities.
W latach 2006, 2008 i 2009 znalazł się na listach 500 najlepszych uniwersytetów świata:
374 w Performance Ranking of Scientific Papers for World Universities (2009)
385 w Performance Ranking of Scientific Papers for World Universities Top 500 (2008)
401–500 w Academic Ranking of World Universities (ARWU) – Shanghai Jiao Tong University (2006)

## Wydziały
W uniwersytecie działa 9 wydziałów, kształcących w ponad 100 kierunkach:
- Wydział Agronomii i Środowiska,
- Wydział Informatyki i Elektrotechniki,
- Wydział Prawa,
- Wydział Budowy Maszyn i Techniki Okrętowej,
- Wydział Matematyczno-Przyrodniczy,
- Wydział Medycyny,
- Wydział Filozofii,
- Wydział Teologii,
- Wydział Nauk Ekonomicznych i Społecznych.

## Badanie naukowe
Prace naukowe, obejmujące różne specjalistyczne dyscypliny oraz obszary interdyscyplinarne, są prowadzone m.in. w instytutach stowarzyszonych z UR, np.:
- Leibniz-Institut für Atmosphärenphysik e.V. (IAP) (fizyka atmosfery)[8],
- Institut für Anwaltsrecht und anwaltsorientierte Juristenausbildung (zawody prawnicze)[9],
- Institut für Bankrecht und Bankwirtschaft e.V. (bankowość, finanse, zarządzanie),
- Leibniz-Institut für Katalyse e.V. (LIKAT; instytut katalizy)[10],
- Leibniz-Institut für Ostseeforschung Warnemünde (IOW; problemy Bałtyku)[11],
- Ostseeinstitut für Marketing, Verkehr und Tourismus (OIR; region bałtycki; marketing, transport, turystyka)[12],
- Institut für Ökotechnologie (ekotechnologia),
- Hanseatic Institute for Entrepreneurship and Regional Development (HIE-RO) (HIE-RO; przedsiębiorczość i rozwój regionalny)[13].

## Współpraca międzynarodowa
UR ściśle współpracuje z 50 uczelniami partnerskimi na całym świecie. W ramach programu
ERASMUS współdziała z niemal 200 partnerami w Europie.

## Rektorzy, profesorowie i absolwenci
Wyrazem szacunku UR dla swojej historii jest gromadzenie zbiorów informacji o ludziach związanych z uczelnią, m.in. opracowywanie:
- Catalogus Professorum Rostochiensium (CPR), w którym obecnie znajduje się ok. 2000 wpisów[14]
- Catalogus Rectorum Academiae Rostochiensis[15],
- listy wybitnych absolwentów[16].

Listę absolwentów, zawierającą nazwiska osób, które znacząco wpłynęły na rozwój różnych dziedzin nauki, otwierają alumni z XVI w.: Ulrich von Hutten (1488–1523) – humanista, Olaus Magnus (1490–1557) – humanista, etnolog, kartograf, Levinus Battus (1545–1591) – lekarz, David Chyträus (1530–1600), teolog, profesor nauk politycznych i historycznych,
- Albrecht Kossel (1853–1927) – profesor medycyny I fizjologii,
- Karl von Frisch (1886–1980) – profesor zoologii.

## Współpraca z uczelniami polskimi
W UR studiuje wielu młodych Polaków; jest też utrzymywana sformalizowana współpraca z polskimi uczelniami; z Uniwersytetem w Rostocku współpracują:
- Uniwersytet Technologiczno-Przyrodniczy im. Jana i Jędrzeja Śniadeckich w Bydgoszczy (elektrotechnika)
- Politechnika Gdańska (matematyka, informatyka)
- Uniwersytet Gdański (biologia, fizyka)
- Politechnika Śląska w Gliwicach (elektrotechnika)
- Uniwersytet Śląski w Katowicach (chemia)
- Uniwersytet Ekonomiczny w Katowicach (nauki ekonomiczne)
- Uniwersytet Marii Curie-Skłodowskiej w Lublinie (chemia)
- Uniwersytet Warmińsko-Mazurski w Olsztynie (biologia)
- Uniwersytet im. Adama Mickiewicza w Poznaniu (językoznawstwo)
- Uniwersytet Szczeciński (ekonomika i organizacja gospodarstw rolniczych, nauki przyrodnicze, germanistyka, historia, fizyka, prawoznawstwo, nauki ekonomiczne)
- Pomorski Uniwersytet Medyczny w Szczecinie
- Zachodniopomorski Uniwersytet Technologiczny w Szczecinie (wszystkie przedmioty)
- Uniwersytet Mikołaja Kopernika w Toruniu (filozofia, historia, stosunki międzynarodowe, nauki ekonomiczne, etyka, prawoznawstwo)
- Szkoła Główna Gospodarstwa Wiejskiego w Warszawie (agronomia)
- Politechnika Warszawska (chemia)
- Uniwersytet Wrocławski (fizyka)
- Uniwersytet Przyrodniczy we Wrocławiu (inżynieria środowiska)
- Politechnika Wrocławska (energetyka)

Uniwersytet w Rostocku uczestniczy w organizowanych w Polsce targach edukacyjnych, prezentując swoją ofertę. Bierze udział w opracowywaniu i realizacji polsko-niemieckich programów działań w dziedzinie badań naukowych, gospodarki i kultury.